# Obrazovanje kreatora
Maker edukacija (pojam koji je skovao Dale Dougherty 2013. godine), usko povezana s STEM učenjem, pristup je učenju temeljenom na problemima i projektima koji se oslanja na praktična, često suradnička iskustva učenja kao metodu za rješavanje autentičnih problema. Ljudi koji sudjeluju u stvaranju često sebe nazivaju "makerima" pokreta "maker" i razvijaju svoje projekte u makerspaceovima ili razvojnim studijima koji naglašavaju prototipiranje i ponovno korištenje pronađenih objekata u svrhu stvaranja novih izuma ili inovacija. Kulturno, makerspaceovi, i unutar i izvan škola, povezani su sa suradnjom i slobodnim protokom ideja. U školama, maker edukacija naglašava važnost iskustva vođenog od strane učenika, interdisciplinarnog učenja, podučavanja među vršnjacima, iteracije i koncepta "neuspjeha naprijed", odnosno ideje da je učenje temeljeno na greškama ključno za proces učenja i konačni uspjeh projekta.

## Utjecaji
Maker edukacija je izdanak pokreta "maker", koji je časopis Time opisao kao "krovni izraz za nezavisne inovatore, dizajnere i majstore. Konvergencija računalnih hakera i tradicionalnih zanatlija, niša je dovoljno uspostavljena da ima svoj vlastiti časopis, Make, kao i praktične Maker Faires koje su mamac za DIY entuzijaste koji su nekad radili u osami." Dale Dougherty, osnivač Maker Faire-a i časopisa Make, izjavio je u svom TED Talku 2011. godine da "Svi smo mi kreatori. Rođeni smo kao kreatori. Ne samo da živimo, već stvaramo." U istom TED Talku, Dougherty je također pozvao na prihvaćanje stvaranja u obrazovanju, jer su učenici nova generacija kreatora. Još jedan ključni doprinositelj pokretu "maker", Chris Anderson, koji je nekoć bio glavni urednik časopisa Wired, a sada je CEO tvrtke 3D Robotics, napisao je manifest pokreta "maker" 2012. godine, pod nazivom "Makers". Njegova treća knjiga, "Makers: The New Industrial Revolution" (2012), naglašava ulogu koju stvaranje ima u renesansi američke proizvodnje. Mark Hatch, bivši CEO TechShopa, također je objavio "The Maker Movement Manifesto". Uz ove doprinose, ključni tekstovi uključuju "Invent To Learn: Making, Tinkering, and Engineering in the Classroom" autorice Sylvie Libow Martinez, i "The Art of Tinkering" autora Karen Wilkinson i Mike Petrich, osnivača The Tinkering Studio u Exploratoriumu.
U Sjedinjenim Državama, praktično učenje kroz izradu vuče korijene iz devetnaestog stoljeća, kao rezultat utjecaja edukatora poput Calvina M. Woodwarda, koji je 6. lipnja 1879. godine osnovao Manual Training School Sveučilišta Washington. Za razliku od kasnijeg strukovnog obrazovanja koje će zavladati 1917. putem Smith-Hughesovog zakona koji je imao za cilj smanjiti ovisnost Sjedinjenih Država o vanjskoj trgovini, poticaj za Školu ručnog osposobljavanja bio je pružiti učenicima obuku u izradi i zanatstvu koje je imalo " nema neposrednog profesionalnog cilja". Današnje obrazovanje proizvođača naglašava potencijal učenika da "promijene svijet" i "puste mašti na volju" dok također naglašava izgradnju poduzetničkih vještina učenika i sposobnost zarade prodajom svojih izuma.
Taj pokret umjetnosti i obrta s kraja devetnaestog stoljeća ponekad se također spominje u vezi s pokretom proizvođača. Pokret umjetnosti i obrta, koji je nastao u Britaniji prije nego što je zavladao Europom i Sjevernom Amerikom, bio je antiindustrijski, kritičan prema strojevima i tvorničkoj proizvodnji, zagovarajući umjesto toga povratak tradicionalnom obrtu.
Od 2005. godine, maker edukacija dobiva zamah u školama širom Sjedinjenih Država i diljem svijeta. Zagovornici pokreta "maker" ističu potencijal stvaranja za dovođenje više žena u STEM područja i smanjenje rodnog jaza. Ostale potencijalne prednosti i ciljevi stvaranja uključuju stvaranje veće obrazovne ravnopravnosti među učenicima u javnim školama, te mogućnost da stvaranje bude pokretač obrazovnih i društvenih promjena. Drugi edukatori i inovatori razvili su srodne kurikulume i tehnologije povezane s međusobnim djelovanjem kritičkog razmišljanja i stvaranja, što nazivaju kritičkim stvaranjem.
U školskim modelima, kao što je Lighthouse Community Charter, čarter škola u Oaklandu, Kalifornija, Aaron Van der Woorf, učitelj robotike vodi učenike u Maker Ed. U školi Park, u suradnji s Harvardovim projektom Zero, učenici održavaju sajam mini makera u školi koji također služi kao prikupljanje sredstava za školu. Neki su okruzi također usvojili obrazovanje o stvaraocima na cijelom okrugu, poput okruga Elizabeth Forward, južno od Pittsburgha, koji se udružio s Carnegie Mellonom kako bi omogućio profesionalni razvoj učitelja kroz rad s učenicima na Maker Edu. Ravnatelji škola u okrugu Albemarle navode nadzornicu Pam Moran kao ključnu ulogu u uvođenju obrazovanja o stvaraocima u njihov školski okrug.
School Maker Faires prikazuju tematske projekte obrazovanja stvaratelja, a broji ih više od 100 godišnje. U SAD-u se nalazi većina godišnjih School Maker Fairesa, ali se također događaju na svim kontinentima, iako ih često organiziraju američke organizacije kao što je Nanshan School Maker Faire u Kini koji organizira SteamHead. Školska događanja ponekad nisu otvorena za javnost, ali službena web stranica Maker Faire navodi sve prošle i nadolazeće izložbe i često škole potiču širu javnost da gleda izložbe učenika i komunicira s njima.
Osim uvođenja obrazovanja za stvaraoce u škole, znanstvenici poput Paula Bliksteina sa Sveučilišta Stanford i Dennisa Krannich sa Sveučilišta u Bremenu, u Njemačkoj, navode da bi "digitalna fabrikacija i 'izrada', te pozitivni društveni pokreti oko njih, mogli biti događaj bez presedana prilika za edukatore da unaprijede progresivni obrazovni program u kojem je učenje temeljeno na projektima, usmjereno na interese, usmjereno na učenika u središtu obrazovnog iskustva učenika." Srednja škola Penketh postala je prva škola u Ujedinjenom Kraljevstvu koja je 2018. ugradila obrazovanje izrađivača u obrazovni sustav Ujedinjenog Kraljevstva.
Administracija predsjednika Obame također je snažno podržavala rastući pokret "maker" kao integralni dio STEM obrazovanja, nadajući se da će povećati sposobnost američkih učenika da se natječu globalno u područjima znanosti, inženjerstva i matematike. U Bijeloj kući, predsjednik Obama je u lipnju 2014. godine bio domaćin prve ikada održane Bijele kuće Maker Faire, prihvaćajući ideju da su Amerikanci "Nacija kreatora". Na web stranici "Nation of Makers", Amerikanci su ohrabreni da se pridruže pokretu, tvrdeći da je "osnaživanje učenika i odraslih da stvaraju, inoviraju, prčkaju i pretvaraju svoje ideje i rješenja u stvarnost srž pokreta "maker"." Od prve ikad održane Bijele kuće Maker Faire, administracija predsjednika Obame "nastavila je podržavati mogućnosti za učenike da uče o STEM-u kroz stvaranje, proširivati resurse dostupne za poduzetnike u maker pokretu i poticati razvoj napredne proizvodnje u SAD-u." U ljeto 2015. godine, predsjednik je najavio Nacionalni tjedan stvaranja, od 17. do 23. lipnja, kako bi podržao Naciju kreatora. Godine 2016., predsjednik Obama je obnovio svoju posvećenost maker edukaciji nastavljajući Nacionalni tjedan stvaranja. Nacionalna Maker Faire uključit će sudjelovanje Ministarstva poljoprivrede, Ministarstva energetike, Ministarstva mornarice (Navy), Instituta za muzeje i knjižnične usluge, Nacionalne aeronautičke i svemirske administracije (NASA), Nacionalne zaklade za umjetnost i Nacionalnog instituta za standarde i tehnologiju (NIST). U vrijeme ove najave, predsjednik je također izložio napredak postignut na projektu "Nation of Makers", najavio je.
- Osam saveznih agencija najavljuje nove potpore, obrazovne inicijative, obuku, mreže znanja i druge potpore kako bi se pomoglo u stvaranju više proizvođača i pomoglo većem broju poduzetnika da preuzmu prototipove za nove pothvate.
- Više od 1400 K–12 škola, koje predstavljaju gotovo 1 milijun učenika iz svih 50 država, obvezuju se na dodjelu prostora za izradu, određivanje prvaka za izradu i javno izlaganje studentskih projekata.
- Više od 100 dodatnih obveza uključujući distribuciju 1 milijuna sklopivih mikroskopa djeci diljem svijeta od strane Foldscope Instruments; Googleovo ulaganje u 100 novih mjesta za izradu u sklopu programa Making Spaces; i nove korake za podršku izradi na 77 sveučilišta i koledža kroz Make Schools Alliance.

Godine 2015. kineski premijer Li Keqiang odredio je da će makerspaceovi biti dio kineskog ekonomskog razvojnog plana. Nakon toga uslijedilo je državno financiranje stotina makerspaceova diljem Kine. U godinama koje su uslijedile, mnoge javne i privatne škole otvorile su prostore za izradu škola gdje su učenici mogli graditi i inovirati, potaknute prostorima za izradu koje sponzorira vlada i međunarodnim školskim prostorima za izradu škola kao što je Shenzhen American International School makerspace, makerSAIS, koji je otvorio SteamHead 2014. godine.

## Kritika
Pogledaj također Hackerspace#Equity i pravda usredotočena izrada
Iako su tisuće škola i školskih okruga diljem Sjedinjenih Država i inozemstva prihvatile obrazovanje stvaratelja, pojavile su se i kritike pokreta.
Među kritičarima je i Evgeny Morozov, bjeloruski pisac i istraživač, čiji se rad usredotočuje na društveni i politički utjecaj tehnologije. U svom članku objavljenom u The New Yorkeru, pod naslovom, "Making It: Pick up a spot welder and join the revolution",  Morozov kritizira Chrisa Andersona zbog "brkanja povijesti weba s poviješću kapitalizma i završava spekulacijama o budućnosti maker pokreta, što je, ako se bolje pogleda, zapravo špekulacija o budućnosti kapitalizma". Također kritizira tvrtke i organizacije koje su nekoć bile posvećene softveru otvorenog koda jer su ih kupile profitne tvrtke i uplele se u tužbe za autorska prava i trgovačke marke. Morozov također kritizira financijski odnos glavnih suradnika pokreta makera s DARPA-om, koja je dala 10 milijuna dolara potpore za podupiranje obrazovanja makera za srednjoškolce i 3,5 milijuna dolara TechShopu za uspostavljanje novih makerspaceova .
Iako je Morozov jedan od glasnijih kritičara obrazovanja stvaratelja, on nije jedini. Debbie Chachra, izvanredna profesorica na Olin College of Engineering, u svom članku u izdanju The Atlantic od 23. siječnja 2015., pod naslovom, "Zašto ja nisam stvaralac", usredotočuje svoju kritiku na "društvenu povijest onoga tko proizvodi stvari—a tko ne". Chachra opisuje povijest "tvoraca" proizvoda kao muškarce, a ne one koji su se brinuli za "ognjište i dom", odnosno, povijesno, žene. Ona poziva na priznanje "rada odgajatelja, onih koji analiziraju, karakteriziraju i kritiziraju, svih koji popravljaju stvari, svih drugih ljudi koji rade vrijedan rad s drugima i za druge—prije svega, njegovatelja—čiji posao nije oko nešto što možeš staviti u kutiju i prodati." U "A more lovingly made world", McKenzie Wark iz The New School, Wark piše da je problem s kulturom proizvođača to što proizvođači zapravo ne prave stvari, oni ih sastavljaju. Iako je ovo iskustvo zadovoljavajuće i zabavno (i Wark priznaje način na koji njegova djeca nisu sputana rodnim očekivanjima dok se igraju na Maker Faireu), ono ne podučava temeljna načela potrebna za stvarnu izradu funkcionalnih predmeta. Također, iako Chris Anderson i Mark Hatch evociraju Marxa u svojim manifestima Stvoritelja, to ne preslikava točno na razumijevanje rada, a pogotovo ne na život radnika.
Shirin Vossoughi i Paula K. Hooper sa Sveučilišta Northwestern, te Meg Escude iz Exploratoriuma, nude detaljan pogled na načine na koje obrazovanje stvaratelja pojačava obrazovnu nejednakost. Započinju nudeći komentar haićanske spisateljice Edwidge Danticat o izradi: "Ako si ne možete priuštiti odjeću, ali je možete izraditi - napravite je. Morate raditi s onim što imate, pogotovo ako nemate" imate puno novca. Koristite kreativnost i maštu."
Fokus na pravednost : Međutim, istraživači, poput Calabrese Bartona i Tana, tvrdili su da mladi stvaraju na načine koji promiču novu pravednu društvenu budućnost. Predmet izrade nije sam artefakt, već društvena pravda. U svojoj četverogodišnjoj longitudinalnoj studiji o kreatorima mladih ilustrirali su kako je stvaranje sa zajednicom i za zajednicu otvorilo priliku mladima da projiciraju bogato kulturno znanje i mudrost svojih zajednica na svoje stvaralaštvo, dok su istovremeno brinuli i pregovarali o historiziranim nepravdama koje doživljavaju.

## Reference
1. ↑  Cremin, Lawrence. 1961. The Transformation of the School: Progressivism in American Education, 1876–1957. Vintage. New York. str. 26. ISBN 978-0394705194. no immediate vocational goal.
2. 1 2  About Maker Ed. makered.org. Pristupljeno 22. studenoga 2016.
3. ↑  Make. 9. travnja 2015. Why Education Needs the Maker Movement - Betty Ray. Pristupljeno 22. studenoga 2016.
4. ↑  Albemarle County Schools' Journey From a Makerspace to a Maker District (EdSurge News). EdSurge (engleski). Pristupljeno 12. prosinca 2016.
5. ↑  School Maker Faire Map. Maker Faire. Pristupljeno 3. kolovoza 2019.
6. ↑  Nanshan School Maker Faire. Michael Shaw. Inačica izvorne stranice arhivirana 3. kolovoza 2019. Pristupljeno 3. kolovoza 2019.
7. ↑  Blikstein, Paulo; Krannich, Dennis. 2013. The makers' movement and FabLabs in education: Experiences, technologies, and research. Proceedings of the 12th International Conference on Interaction Design and Children. str. 613–616. doi:10.1145/2485760.2485884. ISBN 9781450319188
8. ↑  Penketh High becomes first state school in the country to build dedicated 'makerspace'. Warrington Guardian (engleski). 22. veljače 2018. Pristupljeno 15. travnja 2018.
9. ↑  Making China. Princeton
10. ↑  Shenzhen. Youtube. Wired
11. ↑  [szsais.org SAIS] Provjerite vrijednost parametra |url= (pomoć). SAIS
12. ↑  Chachra, Debbie. Why I Am Not a Maker. The Atlantic (engleski). Pristupljeno 12. prosinca 2016.
13. ↑  Wark, McKenzie. 2013. A More Lovingly Made World. Cultural Studies Review. 19: 296–304. doi:10.5130/csr.v19i1.3170